# Колейро Прека, Мари-Луиз
Мари-Луиз Колейро Прека (англ. Marie Louise Coleiro Preca; род. 7 декабря 1958, Корми, Коронная колония Мальта) — мальтийский политик-лейбористка, президент Мальты с 4 апреля 2014 по 4 апреля 2019 года. С 2013 по 2014 года — министр по делам семьи и социальной солидарности Мальты. Вторая женщина президент Мальты после Агаты Барбары.

## Биография
Мари-Луиз Колейро Прека родилась в центре острова Мальта (тогда ещё британской колонии) в городе Корми в конце 1958 года. Закончила Мальтийский университет.
Стала первой женщиной, возглавившей мальтийскую партию, когда в 1982—1991 годах занимала должности генерального секретаря. Кроме этого, она в разное время занимала должности члена национального бюро социалистической молодёжи, председателя женского отдела партии (1996—2001) и издателя партийной газеты «Il-Ħelsien».
С 1998 года избирается в Парламент Мальты от Лейбористской партии Мальты. Когда Альфред Сант подал в отставку с поста лидера Лейбористской партии, участвовала в выборах нового руководителя, но безуспешно. В марте 2013 года вошла в правительство Джозефа Муската как министр по делам семьи и социальной солидарности. В начале марта 2014 года премьер-министр страны рекомендовал её на пост президента Мальты, и вскоре она была утверждена в этой должности. 4 апреля новый президент вступила в должность.

## Факты
- Мари-Луиз Колейро Прека оказалась второй женщиной президентом Мальты после Агаты Барбары[3].
- Мари-Луиз Колейро Прека является самым молодым президентом Мальты[1].

## Награды
Награды Мальты
| Страна | Дата            | Награда                                                     | Награда                                                     | Литеры   |
| ------ | --------------- | ----------------------------------------------------------- | ----------------------------------------------------------- | -------- |
| Мальта | 4 апреля 2014 — | Гроссмейстер и Компаньон Почёта Национального ордена Заслуг | Гроссмейстер и Компаньон Почёта Национального ордена Заслуг | K.U.O.M. |
| Мальта | 4 апреля 2014 — | Гроссмейстер ордена «На благо Республики»                   | Гроссмейстер ордена «На благо Республики»                   |          |

Награды иностранных государств
| Страна         | Дата вручения     | Награда                                                                                       | Награда                                                                                       | Литеры |
| -------------- | ----------------- | --------------------------------------------------------------------------------------------- | --------------------------------------------------------------------------------------------- | ------ |
| Великобритания | Ноябрь 2015 —     | Почётная дама Большого креста ордена Святых Михаила и Георгия                                 | Почётная дама Большого креста ордена Святых Михаила и Георгия                                 | GCMG   |
| Болгария       | 8 ноября 2016 —   | Орден «Стара-планина» с лентой                                                                | Орден «Стара-планина» с лентой                                                                |        |
| Украина        | 15 мая 2017 —     | Дама ордена князя Ярослава Мудрого 1 степени                                                  | Дама ордена князя Ярослава Мудрого 1 степени                                                  |        |
| Италия         | 7 сентября 2017 — | Дама Большого креста декорированного лентой ордена «За заслуги перед Итальянской Республикой» | Дама Большого креста декорированного лентой ордена «За заслуги перед Итальянской Республикой» |        |
| Болгария       | 6 февраля 2018 —  | Орден «Святые Кирилл и Мефодий» на цепи                                                       | Орден «Святые Кирилл и Мефодий» на цепи                                                       |        |
| Португалия     | 15 мая 2018 —     | Дама Большой цепи ордена Инфанта дона Энрике                                                  | Дама Большой цепи ордена Инфанта дона Энрике                                                  | GColIH |